# Badin (Distrikt)
Der Distrikt Badin ist ein Verwaltungsdistrikt in Pakistan in der Provinz Sindh. Sitz der Distriktverwaltung ist die gleichnamige Stadt Badin.
Der Distrikt hat eine Fläche von 6726 km² und nach der Volkszählung von 2017 1.487.903 Einwohner. Die Bevölkerungsdichte beträgt 268 Einwohner/km². Im Distrikt wird zur Mehrheit die Sprache Sindhi gesprochen.

## Lage
Der Distrikt befindet sich im Süden der Provinz Sindh, die sich im Südosten von Pakistan befindet. Badin befindet sich östlich der Megastadt Karatschi.

## Verwaltungsgliederung
Der Distrikt ist administrativ in fünf Tehsil unterteilt:
- Badin
- Matli
- Talhar
- Tando Bago
- Golarchi

## Geschichte
Badin war das Zentrum der alten Industal-Zivilisation. Der Islam kam 711 n. Chr. In die Region. Die Gebiete blieben unter der Kontrolle der islamischen Kalifate, bis es von den Ghaznaviden erobert wurde. Im Jahr 1592 kam es unter die direkte Herrschaft der Mogulkaiser.

## Demografie
Zwischen 1998 und 2017 wuchs die Bevölkerung um jährlich 2,60 %. Von der Bevölkerung leben ca. 22 % in städtischen Regionen und ca. 78 % in ländlichen Regionen. In 359.376 Haushalten leben 932.488 Männer, 871.979 Frauen und 49 Transgender, woraus sich ein Geschlechterverhältnis von 106,9 Männer pro 100 Frauen ergibt und damit einen für Pakistan häufigen Männerüberschuss.
Die Alphabetisierungsrate in den Jahren 2014/15 bei der Bevölkerung über 10 Jahren liegt bei 37 % (Frauen: 23 %, Männer: 49 %) und damit unter dem Durchschnitt der Provinz Sindh von 60 %.
| Jahr | Einwohnerzahl |
| ---- | ------------- |
| 1998 | 1.106.272     |
| 2017 | 1.804.516     |